# Septemvriiți, Montana
Septemvriiți (în bulgară Септемврийци) este un sat în comuna Vălcedrăm, regiunea Montana,  Bulgaria. 

## Demografie
Componența etnică a satului Septemvriiți
     Bulgari (91,9%)
     Romi (6,87%)
     Nicio identificare (1,21%)
     Altele (0,69%)
La recensământul din 2011, populația satului Septemvriiți era de 1.149 locuitori. Din punct de vedere etnic, majoritatea locuitorilor (91,9%) erau bulgari, cu o minoritate de romi (6,87%). Pentru 1,21% din locuitori nu este cunoscută apartenența etnică.